# Кліфтон-Парк (Нью-Йорк)
Кліфтон-Парк (англ. Clifton Park) — місто (англ. town) в США, в окрузі Саратога штату Нью-Йорк. Населення — 38 029 осіб (2020).

## Демографія
Згідно з переписом 2010 року, у місті мешкало 36 705 осіб у 14 102 домогосподарствах у складі 10 311 родини. Було 14737 помешкань
Расовий склад населення:
| - 91,0 % — білих - 4,6 % — азіатів - 1,9 % — чорних або афроамериканців - 0,1 % — корінних американців |

До двох чи більше рас належало 1,7 %. Частка іспаномовних становила 2,7 % від усіх жителів.
За віковим діапазоном населення розподілялося таким чином: 24,7 % — особи молодші 18 років, 61,4 % — особи у віці 18—64 років, 13,9 % — особи у віці 65 років та старші. Медіана віку мешканця становила 42,1 року. На 100 осіб жіночої статі у місті припадало 95,2 чоловіків;  на 100 жінок у віці від 18 років та старших — 92,5 чоловіків також старших 18 років.
Середній дохід на одне домашнє господарство  становив 117 191 долар США (медіана — 101 738), а середній дохід на одну сім'ю — 131 783 долари (медіана — 115 865). Медіана доходів становила 80 771 долар для чоловіків та 60 051 долар для жінок. За межею бідності перебувало 3,6 % осіб, у тому числі 3,2 % дітей у віці до 18 років та 2,7 % осіб у віці 65 років та старших.
Цивільне працевлаштоване населення становило 18 984 особи. Основні галузі зайнятості: освіта, охорона здоров'я та соціальна допомога — 25,1 %, науковці, спеціалісти, менеджери — 13,6 %, роздрібна торгівля — 10,1 %, виробництво — 9,3 %.